# Дзингаретти, Никола
Никола Дзингаретти (итал. Nicola Zingaretti; род. 11 октября 1965, Рим) — итальянский политик, губернатор региона Лацио (2013—2022).

## Биография

### Начало политической карьеры
С 1985 по 1989 год возглавлял римскую городскую организацию FGCI — Итальянской молодёжной коммунистической федерации (12 января 1992 избран национальным секретарём новой организации — Левая молодёжь, а позднее стал первым итальянским председателем Международного союза молодых социалистов), в 2000 году избран секретарём римского отделения Левых демократов, в 2004 году избран в Европейский парламент по спискам Оливкового дерева. В 2008 году победил на выборах главы администрации провинции Рим, «компенсировав» таким образом поражение лидера левоцентристов Вальтера Вельтрони на выборах мэра Рима, которым стал Джованни Алеманно. Объявлял о намерении выставить кандидатуру на выборах мэра Рима в 2013 году, но пересмотрел свои планы после отставки губернатора региона Лацио Ренаты Польверини.

### Губернатор Лацио (2013—2022)
На региональных выборах 24 февраля 2013 года Дзингаретти возглавлял левоцентристскую коалицию «За Лацио», в которую вошли Демократическая партия, Левые Экология Свобода, Итальянская социалистическая партия, Демократический центр и гражданский список сторонников Дзингаретти. Коалиция получила 42,64 % голосов, а сам Дзингаретти был избран на должность губернатора, опередив Франческо Стораче.
4 марта 2018 года переизбран с результатом 32,93 % против 31,18 % у лидера правоцентристской коалиции Стефано Паризи.
3 марта 2019 года состоялись выборы национального секретаря Демократической партии, на которых Дзингаретти выставил свою кандидатуру (его соперниками стали Маурицио Мартина и Роберто Джакетти). По итогам голосования триумфатором стал Дзингаретти — его поддержали почти 70 % избирателей из более 1,8 млн, принявших участие в праймериз (кампанию Дзингаретти также поддерживали Паоло Джентилони, Андреа Орландо, Дарио Франческини, Джанни Куперло). Однако, для официального вступления нового лидера в должность требуется утверждение его на заседании Национальной ассамблеи партии, назначенном на 17 марта.
2 августа 2021 года состоялась хакерская атака на регион Лацио из-за пределов Италии, которую Дзингаретти назвал террористическим нападением (атака длилась порядка 24 часов, в результате была парализована работа не только дата-центра региональной администрации, но и серверов системы здравоохранения и вакцинации от COVID-19).
10 ноября 2022 года ушёл в отставку с поста губернатора Лацио (временно исполняющим обязанности главы региона до выборов стал вице-губернатор Даниеле Леодори).

### Лидер Демократической партии (2019—2021)
17 марта 2019 года получил 653 голоса делегатов Национальной ассамблеи Демократической партии, проходившей в римском отеле Ergife, и официально вступил в должность.
21 августа 2019 года после отставки премьер-министра Конте правление ДП выработало пять условий коалиции с Движением пяти звёзд, три из которых Дзингаретти 22 августа сообщил президенту Серджо Маттарелла: отмена принятых правительством Конте двух постановлений о безопасности, достижение максимально возможного согласия по поводу экономического курса и отказ от конституционной реформы, нацеленной на сокращение численности парламентариев, в том виде, в котором она разрабатывается на данный момент. Сторонники Маттео Ренци заявили, что приведённые условия правление партии не обсуждало и не принимало.
4 сентября 2019 года Джузеппе Конте сформировал коалиционное правительство Д5З и ДП, в состав которого Дзингаретти не вошёл, оставшись губернатором Лацио, а
5 сентября новый кабинет принёс присягу.
4 марта 2021 года объявил об отставке с поста лидера партии, обосновав своё решение желанием преодолеть внутренний раскол в ДП, возникший после вступления в коалицию с Лигой Севера и Вперёд, Италия при формировании правительства Драги (14 марта новым национальным секретарём партии был избран Энрико Летта).

## Семья
Со своей женой Кристиной знаком с юности, в течение жизни они несколько раз теряли связь друг с другом и снова соединялись. У них две дочери — Аньезе и Флавия. Дзингаретти утверждает, что любит смотреть вместе с ними анимационные фильмы (его любимый — Шрек 3).
Никола Дзингаретти — родной брат актёра Луки Дзингаретти.
28 сентября 2021 года умер отец братьев Дзингаретти — Акуилино Дзингаретти (годом раньше после продолжительной болезни скончалась мать, Эмма Дзингаретти).